# Séidou Barazé
Séidou Barazé Guero (Abomey, 20 ottobre 1990) è un ex calciatore beninese, di ruolo difensore.